# Gerónimo Luis de Matorras
Gerónimo Luis de Matorras (Santander, Cantabria, 1720 - Virreinato del Perú, 16 de octubre de 1775) fue un militar español que se desempeñó como gobernador del Tucumán colonial.

## Biografía
Gerónimo Luis de Matorras nació en Santander en 1720. Llegó a América en 1750 trayendo un cargamento de mercaderías. En Buenos Aires ejerció el comercio de ultramar e hizo fortuna a costa de ello. Se desempeñó durante varios años en las funciones de regidor, alférez real y defensor de menores. Fue tío del libertador general José de San Martín, por ser primo hermano de su madre, Gregoria Matorras de San Martín. Contrajo matrimonio con Manuela Francisca de Larrazábal en 1753.
Cuando se proclamó a Carlos III como rey en 1760, Matorras fue uno de los que se hizo cargo de los gastos de las fiestas y mandó acuñar 600 medallas de oro y plata, que repartió entre autoridades y vecinos notables. Lo designaron coronel honorario del regimiento de la nobleza.
Su nombramiento de gobernador por parte del rey se hizo con la obligación a su cargo de entregar a las cajas reales la suma de 12 000 pesos y de pacificar el Gran Chaco, otorgando una fianza de 50 000 pesos. Falleció el 16 de octubre de 1775, a causa de una fiebre contraída en la campaña contra los indígenas.

## Gobernador del Tucumán (1769-1771)
Matorras asumió el gobierno en 1769 y como primera medida se dedicó a investigar las irregularidades que se cometieron con los bienes confiscados a los jesuitas tras su expulsión y el paradero de los mismos en las Temporalidades.
Gobernó la provincia con celo, saneando la percepción de tributos para la real hacienda, reglamentó la sisa y puso orden en la administración. Existían catorce fuertes y ocho reducciones que había hecho mantener. Su secretario de gobierno fue Rafael Calvo.
En 1769 el rey Carlos III le solicitó al gobernador un informe sobre el estado de las reducciones y Matorras, tras efectuar un recorrido, le contestó haciéndole saber:

La total decadencia y deplorable estado que aquí llegan a reducirse las haciendas y bienes de las temporalidades.

Dicha situación lo atribuyó al gobernador anterior. Tuvo el propósito de establecer una ruta comercial entre las ciudades de su gobernación y Asunción, a través de Corrientes.
En julio de 1770 visitó la reducción de Purísima Concepción de Abipones y deploró que los delegados que las administraban hubiesen extraído de ella muchos de sus bienes, responsabilizando de ello a Fernández Campero. Se habían dispersado 15 000 cabezas de ganado. Si bien los indígenas habían abandonado la reducción regresando al Chaco, él se contactó nuevamente con ellos consiguiendo atraerlos otra vez a la reducción.
Matorras efectuó una descripción del Fuerte de Abipones, indicando que en su interior estaba el territorio de los españoles, la herrería, los depósitos, la cocina y despensa, galpones, habitaciones, un lugar para criados y el oratorio, todo rodeado de empalizadas que servían de protección contra ataques. Y alrededor del fortín, en la parte externa, se encontraban las viviendas de los abipones, que consistían en barracas de cuero y estacas.
Matorras depuso a los administradores de las antiguas misiones jesuíticas del Chaco, ya que bajo su mando perdieron un 35% de su población. Dichas misiones fueron entregadas posteriormente a los franciscanos. Esta acción provocó una orden real, con fecha 30 de junio de 1770, la cual ordenaba suspenderlo, remitirlo preso a Lima y someterlo a un proceso judicial. Dicha orden fue ejecutada por la Real Audiencia de Charcas, a través de Manuel de Esteban y León.
Por disposición virreinal del 16 de julio de 1771, Manuel de Esteban y León fue nombrado gobernador interino, quien recién asumió al poder el 28 de agosto de 1771.

## Gobernador del Tucumán (1772-1775)
Por reposición del virrey del Perú, Gerónimo de Matorras asumió nuevamente la gobernación del Tucumán desde finales de 1772.
En abril de 1773 hubo una junta de guerra en la ciudad de Salta, con asistencia de todos los oficiales, y en ella se resolvió organizar una gran expedición al Chaco con el fin de pacificar la región y fundar algunos fortines y reducciones. Esta expedición partió en 1774 con 378 hombres, internándose 240 leguas al este de la ciudad de Salta.
El gobernador encontró al famoso indio Payquin, considerado el jefe de los mocovíes y de los tobas. Tenía 60 años, era belicoso y el autor de los principales estragos en las fronteras de la Gobernación del Tucumán. Matorras puso el mejor empeño para reducirlo al cristianismo. En julio de 1774 estableció la paz con 7000 indígenas y Matorras se comprometió a fundarles reducciones. Ese tratado de paz fue firmado el 20 de julio de 1774 entre Matorras y Payquin.
En 1775 Matorras contrajo una enfermedad que le provocó la muerte. Falleció asistido por el sacerdote Lorenzo Suárez de Cantillana.